# Korczyn (rejon szeptycki)
Korczyn (ukr. Корчин) – wieś na Ukrainie, w obwodzie lwowskim, w rejonie szeptyckim. Wieś liczy około 1300 mieszkańców.
W II Rzeczypospolitej do 1934 samodzielna gmina jednostkowa. Następnie wieś należała do zbiorowej wiejskiej gminy Korczyn w powiecie sokalskim w woj. lwowskim, której była siedzibą. Po wojnie wieś weszła w struktury administracyjne Związku Radzieckiego.
Do 2020 w rejonie radziechowskim.